# Canella Challenger 2001
Il Canella Challenger 2001 è stato un torneo di tennis facente parte della categoria ATP Challenger Series nell'ambito dell'ATP Challenger Series 2001. Il torneo si è giocato a Biella in Italia dall'11 al 17 giugno 2001 su campi in terra rossa.

## Vincitori

### Singolare
Adrian Voinea ha battuto in finale  Christophe Rochus con il punteggio di 3–6, 6–3, 6–4

### Doppio
Enzo Artoni /  Andrés Schneiter hanno battuto in finale  Massimo Bertolini /  Cristian Brandi con il punteggio di 7–6(5), 4–6, 6–1